# アラール・レバンディ
アラール・レバンディ（Allar Levandi、1965年12月28日 - ）は、エストニア、タリン出身の元ノルディック複合選手。1980年代から1990年代前半にかけてソビエト連邦およびエストニア代表として活躍した。

## プロフィール
1987年のノルディックスキー世界選手権（西ドイツ、オーベルストドルフ）で団体戦銅メダルを獲得、個人戦でも4位となった。
翌1988年カルガリーオリンピックでは個人戦で銅メダルを獲得した。
二度目のオリンピックとなった1992年アルベールビルオリンピックではエストニア代表として個人戦6位入賞、団体戦では9位だった。
1994年リレハンメルオリンピックは個人戦12位、団体戦では4位となった。
ノルディック複合・ワールドカップでは1989/90シーズンがベストシーズンで、優勝こそ無いものの2位が4回、3位が3回で総合2位となった。
1993/94シーズンを最後に現役引退。
のちにロシアのフィギュアスケート選手のアンナ・コンドラショワと結婚した。
2002年ソルトレークシティオリンピックでは、選手団役員として開会式旗手を務めた。